# Подпорог
Подпорог  — деревня в Сухобузимском районе Красноярского края  в составе Кононовского сельсовета.

## География
Деревня находится в правобережной части района примерно в 30 километрах по прямой от села Сухобузимское,  на левом берегу реки Кан.

## Климат
Климат континентальный с продолжительной холодной зимой и относительно жарким коротким летом. Среднемесячная температура воздуха в январе от -14˚С до -28˚С, в июле от 12˚С до 21˚С. Температура наружного воздуха в разрезе года 0,5˚С. Абсолютная минимальная температура воздуха -53˚С, абсолютная максимальная 38˚С. Средняя наиболее холодного периода -22˚С. Период со среднесуточной температурой воздуха ≤  8˚С составляет 235 суток. Продолжительность периода со среднесуточной 0˚С составляет 168 суток. Продолжительность безморозного периода составляет 120 суток. Средняя дата последнего заморозка весной 10 июня, дата первого заморозка осенью 7 сентября. Количество осадков за год составляет 429 мм. Средняя дата образования и разрушения устойчивого снежного покрова 12 ноября и 28 марта. Средняя высота снежного покрова за зиму 42 см. 

## История
Деревня основана была в 1889 году. В настоящее время полузаброшена, в летнее время посещается туристами и отдыхающими.

## Население
Постоянное население составляло 3 человека в 2002 году (100% русские), 5 в 2010.

## Инфраструктура
База отдыха «Заимка Подпорожная». 